# I’m a Negro. I’m an American – Paul Robeson
I’m a Negro. I’m an American – Paul Robeson ist ein Dokumentarfilm des DEFA-Studios für Dokumentarfilme in Zusammenarbeit mit der Chronos-Film GmbH von Kurt Tetzlaff aus dem Jahr 1990.

## Handlung
Der Film beginnt mit den Erinnerungen Pete Seegers an die Peekskill-Randale 1949, unterstützt durch Filmmaterial und Fotografien der damaligen Vorgänge. Es geht um ein Konzert vor 20.000 Menschen, bei dem er mehrere Titel vorträgt, bevor Paul Robeson auf die Bühne kommt, auf den alle warten. Nach der Veranstaltung beginnt das Chaos, welches durch den faschistischen Mob und den Ku-Klux-Klan organisiert wurde und dem keiner der Konzertbesucher entrinnen konnte. Paul Robeson äußert sich darauf, dass er weiterhin dort singen werde, wo ihn die Leute hören wollen, er lasse sich nicht wegen brennender Holzkreuze in Peekskill einschüchtern. Ein Jahr darauf hat er Verträge in Europa abgeschlossen, die er nicht wahrnehmen kann, weil ihm sein Pass entzogen wird, da er sich weigert eidesstattlich zu versichern, nicht Mitglied der Kommunistischen Partei zu sein und im Ausland keine Reden zu halten. Auch im eigenen Land werden ihm die Auftritte verboten und die Konzertveranstalter dürfen keine Verträge mit ihm abschließen. Auch im Theater und Fernsehen darf er nicht auftreten und wie viele seiner Kollegen wird er auf eine Schwarze Liste gesetzt. Eine große Freude sind für ihn die Konzerte an der kanadischen Grenze, im Peace Arch Park, die von Metallarbeitern organisiert werden, da er auch im Nachbarland nicht auftreten darf. 
Gern singt er sein wohl berühmtestes Lied Ol’ Man River, mit welchem er auch als Heizer Joe in dem Film Show Boat des Jahres 1936 berühmt wird. Um diese Rolle zu spielen, reist er extra aus London nach Amerika. Er erzählt selbst die Geschichte, weshalb er zum Gesang kommt. Im Jahr 1922 soll er in seiner Rolle als Schauspieler auf der Bühne einschlafen und beim Aufwachen ein Lied pfeifen. Da er aber nicht pfeifen kann, fängt er an, leise ein Spiritual zu singen und bekommt dafür gute Kritiken. So merkt er, dass er eher Sänger als Schauspieler ist. Seine Karriere beginnt zwar in den USA, jedoch übt er – wie viele andere schwarze Schauspieler – seinen Beruf zuerst im Ausland aus. Bereits während der Dreharbeiten zu dem Film Show Boat, war er mit 5.000 US-Dollar pro Woche, der am besten bezahlte farbige Künstler Amerikas. Doch nicht in Amerika entwickelte er sich menschlich und künstlerisch, sondern die zwölf Jahre, in denen er in London wohnt, prägen ihn. Hier entdeckt er, dass er nur in Amerika seine Heimat finden kann, was er auch in einem Lied zum Ausdruck bringt. 
In den 1920er Jahren werden die schwarzen Künstler allmählich gesellschaftsfähig, auf der Bühne von den Weißen bejubelt, im Alltag verachtet. Robeson arbeitet in Nachtlokalen am Broadway und in Harlem, sogar im berühmten Cotton Club tritt er auf. Von der Gage bezahlt er sein Studium an der juristischen Fakultät der Columbia University der Stadt New York. Nach der Heirat mit seiner Frau Eslanda, wird 1927 sein Sohn Paul geboren. Dieser Paul berichtet im Film viele Details aus dem Leben seines Vaters. So erklärt er, warum dieser so massiv von der amerikanischen Regierung angegriffen wird. Viele Schwarze und wichtige Leute hören auf ihn, seine Popularität im In- und Ausland rettet ihm wahrscheinlich sogar das Leben. Da er nicht mehr ins Ausland reisen darf, sind Filme und Tonbandaufnahmen die einzige Möglichkeit, mit seinen dortigen Freunden in Verbindung zu treten. Besonders die Sowjetunion hat es ihm angetan, die er 1934 das erste Mal besucht und die ihn 1952 mit dem Internationalen Stalin-Friedenspreis ehrt. Der Grund seines Besuchs ist ein Filmprojekt mit dem berühmten Regisseur Sergei Eisenstein, welches aber nicht realisiert wird. Die Freundschaft mit dem Volk bleibt jedoch erhalten. Im Jahr 1938 fährt Robeson nach Spanien, um mit seiner Musik den Kampf der Internationalen Brigaden zu unterstützen. Besonders von Stolz ist er geprägt, als er auf die Kämpfer der Abraham-Lincoln-Brigade trifft.
In Amerika beginnt nach jahrelanger Isolation seine zweite Karriere, durch den Gesang in den Kirchen der schwarzen Bevölkerung. Hier darf er singen und hier wird er auch geliebt. Es beginnt alles in der Nähe seiner Wohnung, in der Mutterkirche Zion, in der sein Bruder Ben als Pastor tätig ist. Das war nur der Anfang. Je höher sein Bekanntheitsgrad wieder wird, desto mehr kann er sich auch wieder politisch einmischen. Er ist stolz darauf, immer wieder auf die Schwachstellen in Amerika hinzuweisen. Im Jahr 1958 bekommt er seinen Pass wieder und darf sein erstes Konzert in der New Yorker Carnegie Hall geben. Es folgt wieder eine Tournee durch Europa, bei der er begeistert gefeiert wird. 
Am Ende des Films meint Harry Belafonte unter Tränen, nachdem er sich nur positiv und dankbar über Paul Robeson geäußert hat, dass dieser nicht glücklich gestorben ist. Amerika hat ihn verraten und er glaubt, dass ihn gewissermaßen alle verraten haben.

## Produktion und Veröffentlichung
I’m a Negro. I’m an American – Paul Robeson wurde von der Gruppe „Kontakt“ des DEFA-Studios für Dokumentarfilme in Zusammenarbeit mit der West-Berliner Chronos-Film GmbH als Schwarzweißfilm, mit vielen dokumentarischen Fotografien und Filmaufnahmen, hergestellt. Für die Dramaturgie war Joachim Niebelschütz verantwortlich.
Die festliche Uraufführung erfolgte am 16. Februar 1990 im Rahmen des 20. Festivals des politischen Liedes im Berliner Kino International.